# پالایش مجدد مس

## پالایش به وسیله ذوب مجدد
مس خارج شده از مرحله قبل، مس خالص و مدنظر ما نمی‌باشد. برای همین مس تاول تاول یا (Blister) را درون یک کوره قرار می‌دهیم. این کوره کار پالایش مس را به وسیله خارج کردن گوگرد، آهن و اکسیژن باقی مانده در مرحله قبل انجام می‌دهند. این مس تقریباً دارای خلوص ۹۹٪ می‌باشد. مس را در قالب‌هایی خاص ریخته‌گری می‌کنند که به آن‌ها آند گفته می‌شوند. به این دلیل به این مس‌های ریخته‌گری شده آند می‌گویند که این قطعات ریخته‌گری شده در مرحله بعد در سلول‌های الکترولیز نقش آند را ایفا می‌کنند.

## پالایش به وسیله الکترولیز
آند (الکترود مثبت) از مس ناخالص ساخته شده و کاتد (الکترود منفی) از مس خالص ساخته شده‌است. در سلول الکترولیز، با حل شدن مس از آند، آند جرم خود را از دست می‌دهد و کاتد با جمع شدن مس جرم آن افزوده می‌شود.
مس به‌طور کامل در این مرحله تصفیه می‌گردد. آندهای ریخته‌گری شده از مس تاول تاول در محلول آبی از ۳–۴٪ سولفات مس و اسید سولفوریک ۱۰–۱۶٪ قرار می‌گیرند. کاتدها ورق‌های نازک نورد شده از مس بسیار خالص هستند. برای شروع فرایند، اختلاف پتانسیل به میزان ۰٫۲–۰٫۴ ولت لازم است. در آند، مس حل می‌شود. مس از طریق الکترولیت به کاتد مهاجرت می‌کند. در سلول‌های الکترولیز از آند (مس، طلا، نقره، نیکل و…) در محلول الکترولیز حل شده و با تنظیم ولتاژ کاتد، تنها ذرات مس به کاتد می‌چسبند و ذرات دیگر یا به صورت محلول درآمده یا به صورت لجن در کف حمام الکترولیز باقی می‌مانند. این واکنش ممکن است ۷ الی ۱۴ روز طول بکشد.

کاتد همان مس خالص و مطلوب ماست و به همین صورت خرید فروش می‌شوند.

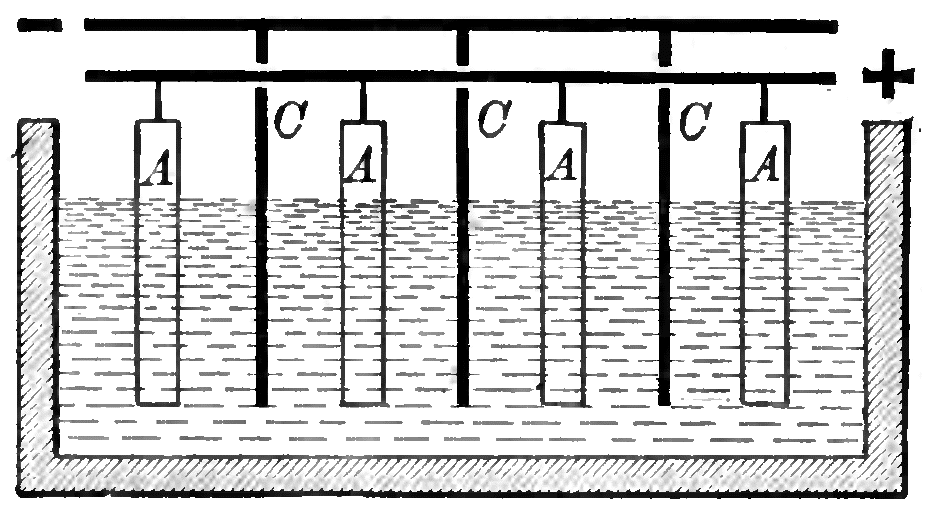
سلول الکترولیز مس

اتفاقات صورت گرفته در سلول الکترولیز در معادلات زیر قابل مشاهده هستند:
anode: Cu → Cu2+ + 2e
cathode: Cu2+ + 2e- → Cu

## توضیحاتی دربارهٔ تولید کاتد در شرکت مس سرچشمه
در کارخانه پالایشگاه و ریخته‫ گریهای مجتمع مس سرچشمه ابتدا آند ارسالی از کارخانه‫ های ذوب تحت عملیات تصفیه الکتریکی قرار گرفته و کاتد مس با خلوص ۹۹/۹۹ درصد مطابق با استاندارد ASTMB-115 حاصل می‫شود.
ظرفیت اسمی پالایشگاه مس سرچشمه، تولید ۱۵۸ هزار تن کاتد در سال است که با اجرای برنامه‫ های فاز دوم توسعه، به ۲۶۰ هزار تن در سال افزایش خواهد یافت. در این برنامه، علاوه بر تکمیل توسعه پالایشگاه موجود که شامل تعویض سلولهای موجود با سلولهای پلیمر ـ کانکریت، نصب ماشین‫ آلات جدید و انجام یکسری اصلاحات و بهینه‫ سازیها در فرایند تصفیه الکتریکی می‫باشد، احداث یک پالایشگاه ۱۵۰ هزار تنی نیز مد نظر است. بدین ترتیب پس از اجرای فاز دوم توسعه، ظرفیت تولید کاتد مس شرکت ملی صنایع مس ایران به روش تصفیه الکتریکی به ۴۱۰ هزار تن خواهد رسید.

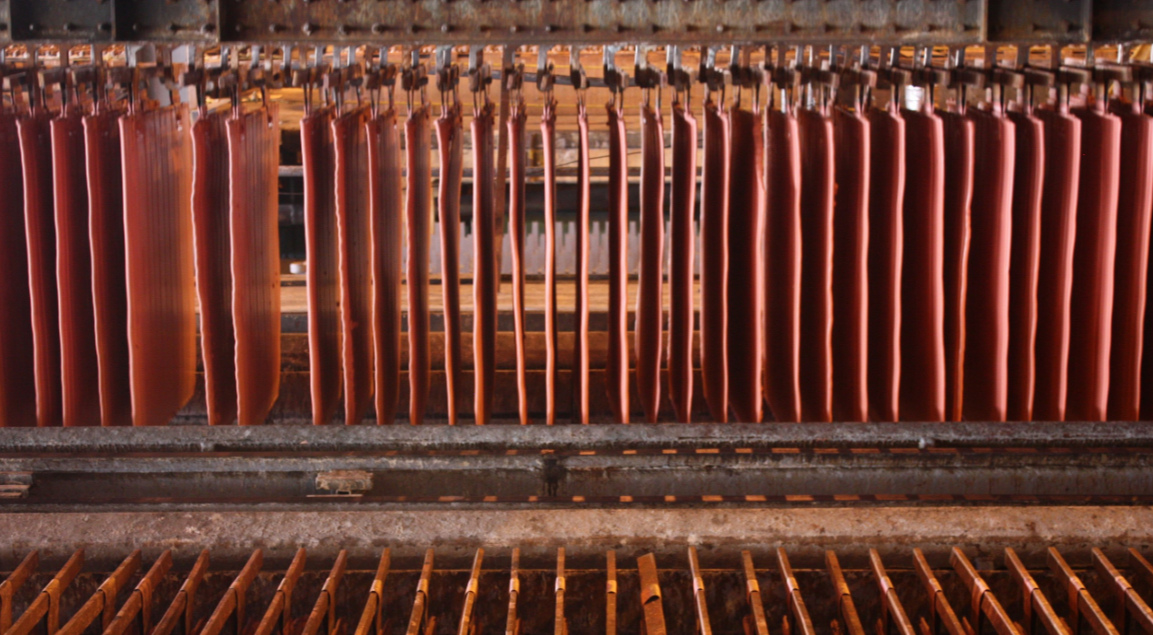
کاتدهای مسی در شرکت مس سرچشمه

دیگر واحد تولیدکننده کاتد در مجتمع مس سرچشمه، کارخانه لیچینگ است که ظرفیت آن برابر ۱۲ هزار تن مس کاتدی در سال است. در این واحد، مس به‌صورت کاتد و با خلوص ۹۹/۹۹ درصد مطابق با استاندارد ASTM-B115 تولید می‫شود.
کاتد مس عمدتاً در کارخانه ریخته‫ گری مجتمع مس سرچشمه مورد استفاده قرار می‫گیرد، اما گاهی ممکن است بر اساس وضعیت بازار، مستقیماً نیز به فروش برسد.